# Thies Röpcke
Thies Röpcke (* 20. Juli 1954) ist ein ehemaliger deutscher Tennisspieler.

## Werdegang
Röpcke spielte beim TV Uetersen, wechselte als Jugendlicher zum LTC Elmshorn, wurde 1971 in den Leistungskader des Deutschen Tennis-Bundes aufgenommen. Röpcke wurde viermal schleswig-holsteinischer Jugendmeister. 1970 erreichte er im Doppel das Endspiel der Deutschen Jugendmeisterschaft.
1973 erreichte Röpcke beim ATP-Turnier von Adelaide die zweite Runde, bei den Australian Open im Dezember 1973 schied er in der ersten Runde gegen Björn Borg aus.
In der Tennis-Bundesliga spielte er zehn Jahre für den Hamburger Verein Klipper THC. Röpcke gewann in Schleswig-Holstein und Hamburg insgesamt achtmal die Landesmeisterschaft (Freiluft und Halle). Mit der Mannschaft des LTC Elmshorn erreichte er die Aufstiegsrunde zur Bundesliga.
Als Trainer betreute er zeitweise Michael Stich und Michael Westphal sowie als Co-Trainer Thomas Haas und Sabine Haas.